# CD53
Tetraspanin-25 (synonym CD53) ist ein Oberflächenprotein aus der Gruppe der Tetraspanine.

## Eigenschaften
Tetraspanin-25 gehört, wie auch CD9, CD63 und CD81, zu den Tetraspaninen, die durch vier hydrophobe Proteindomänen gekennzeichnet sind. Es wird von B-Zellen, Monozyten, Makrophagen, Neutrophilen und einfach CD4- oder CD8-positiven T-Zellen und peripheren T-Zellen gebildet. Ebenso wird es von NK-Zellen gebildet, wo es die Immunreaktion der NK-Zellen hemmt. Tetraspanin-25 ist glykosyliert. Es bildet Homomultimere von weniger als zehn Tetraspanin-25. Tetraspanin-25 bindet an MT1-MMP.
Die Genexpression von Tetraspanin-25 verhält sich reziprok zur Viruslast in untherapierten HIV-Infizierten.